# گورستان قوش قویان
گورستان قوش قویان مربوط به هزاره اول قبل از میلاد است و در شهرستان اردبیل، بخش مرکزی، روستای شیخ احمد واقع شده و این اثر در تاریخ ۱۴ مرداد ۱۳۸۲ با شمارهٔ ثبت ۹۴۳۳ به‌عنوان یکی از آثار ملی ایران به ثبت رسیده است.